# عواقب اغتيال قاسم سليماني

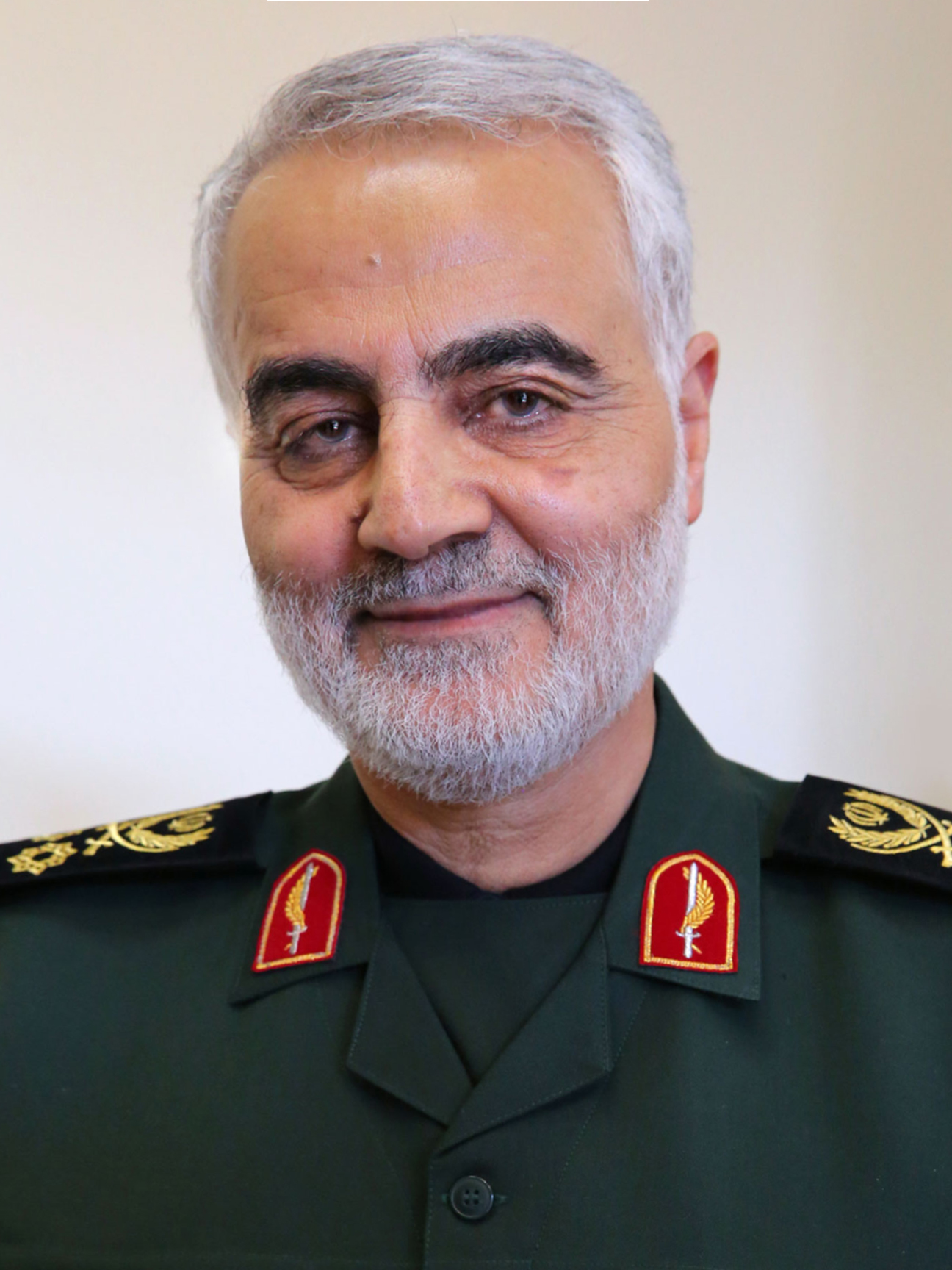
قاسم سليماني في عام 2019

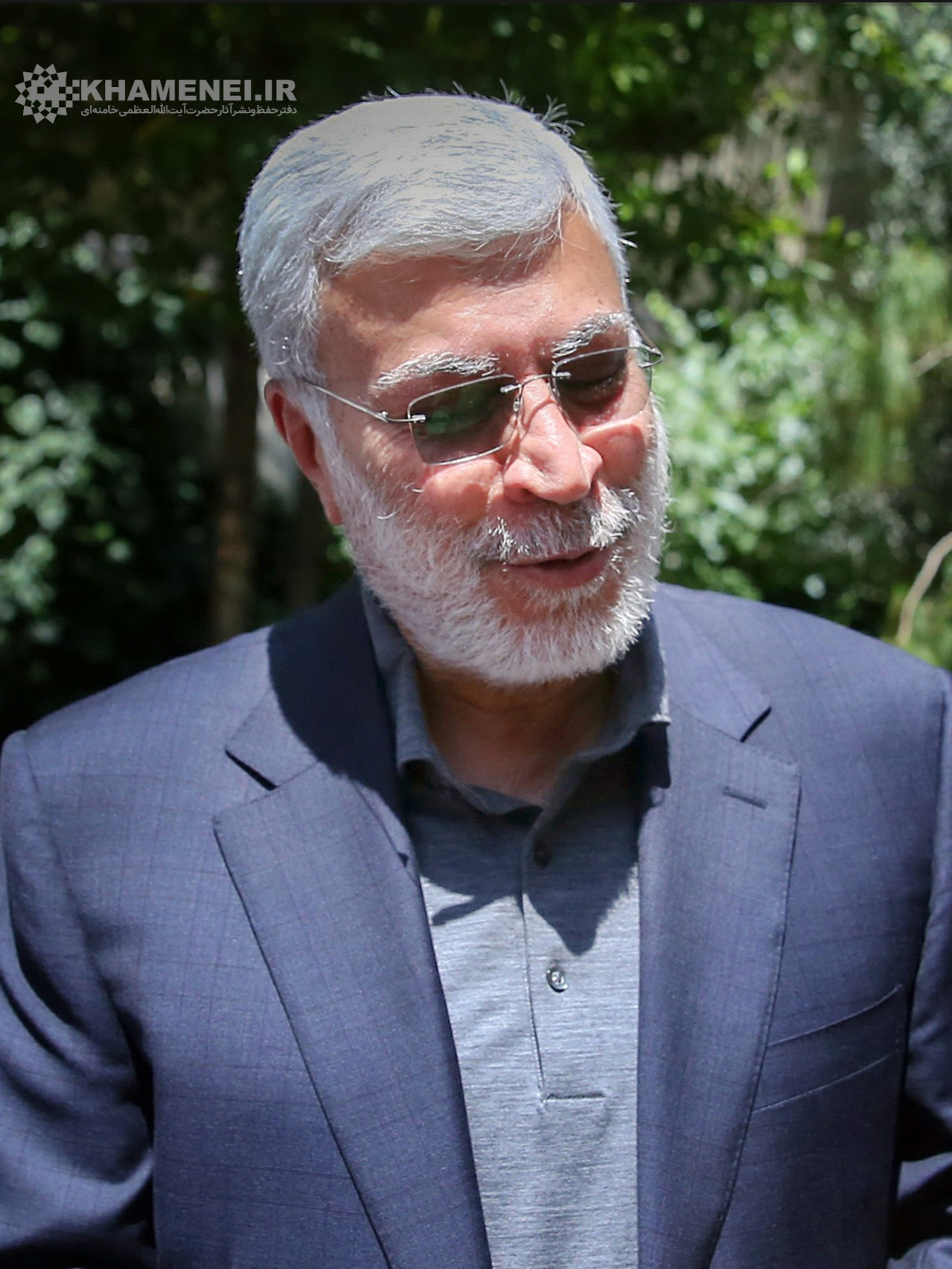
أبو مهدي المهندس في عام 2019

كان قاسم سليماني قائد قوات فيلق القدس التابعة للحرس الثوري الإيراني، وقد قتل سليماني في 3 يناير من عام 2020 وتحديدا في الساعة 1 بعد منتصف الليل ومعه أبو مهدي المهندس ومعهما 9 آخرون في غارة جوية أمريكية أستهدفت مركبهم في محيط مطار بغداد الدولي، وبعد الهجوم صرحت وزارة الدفاع الأمريكية أن الهجوم كان تنفيذا لما أمر به الرئيس دونالد ترامب، وهو قائد القوات المسلحة الأمريكية.
أثار إغتيال قاسم سليماني ردود فعل واسعة وكبيرة جدا، فندد كبار المسؤولين الإيرانيين بالعملية الأمريكية وتوعدوا بالإنتقام، وبعد إغتياله، قامت مجموعة كبيرة من الإيرانيين، والهند، وباكستان، والجماعات الإسلامية الماليزية، وفلسطين، وتركيا، وسوريا، وعدد كبير من اللبنانيين ومناصري حزب الله، وعدد هائل من العراقيين بمظاهرات واسعة النطاق تندد بالعملية وتطالب بالخروج الأمريكي من البلدان المذكورة، بينما نزلت مجموعة من العراقيين والمعارضة السورية إلى شوارع بغداد وإدلب للاحتفال وتوزيع الحلوى، تلى الإغتيال بإيام قليلة رد عسكري إيراني أستهدف القوات الأمريكية في العراق، في المقابل هدد ترامب بتغريدة على تويتر بأن أي أستهداف للقوات الأمريكية من قبل إيران فسيتم ضرب 52 هدف مبدئي إيراني، تلى بعدها عدد من العمليات الذي نفذت من وضد القوات الأمريكية في سوريا والعراق.

## ردود الفعل

### الأمم المتحدة
قدمت أنييس كالامار، المقررة الأممية الخاصة المعنية بالإعدامات خارج نطاق القضاء، تقريراً إلى مجلس حقوق الإنسان التابع للأمم المتحدة. وتركز التقرير حول الاغتيال الأميركي للجنرال سليماني ومقتل مرافقيه. اعتبر التقرير أن اغتيال سليماني لم يكن مبرراً قانوناً وينتهك الميثاق الدولي للحقوق المدنية والسياسية. والآتي ترجمة أجزاء من أبرز ما جاء في التقرير:
"في ضوء الأدلة التي قدمتها الولايات المتحدة حتى اليوم، فإن استهداف الجنرال سليماني ومقتل مرافقيه يشكلان جريمة قتل تعسّفي تتحمل الولايات المتحدة مسؤوليتها بموجب قانون حقوق الإنسان الدولي. الضربة هي انتهاك للمادة 2 (4) من ميثاق الأمم المتحدة مع عدم كفاية الأدلة المقدمة عن هجوم مستمر أو وشيك. لم يتم تقديم أي دليل على أن الجنرال سليماني كان يخطط على وجه التحديد لشن هجوم وشيك ضد المصالح الأميركية خصوصا في العراق، ما يجعل الضربة إجراء فورياً ضرورياً وكان يمكن تبريرها. لم يتم تقديم أي دليل على أنه كان من الضروري تنفيذ ضربة بطائرة مسيرة في بلد ثالث أو أن الضرر الذي لحق بهذا البلد كان متناسبًا مع الضرر المزعوم تجنبه.

في حين أن هناك معلومات تشير إلى أن الولايات المتحدة طلبت، على الأقل في ديسمبر 2019، أن يتخذ العراق إجراءات ضد كتائب حزب الله، لم يتم تقديم أي دليل على أنه تم التشاور مع العراق حول كيفية التخفيف من أي تهديدات ضد الولايات المتحدة الناشئة عن زيارة اللواء سليماني، بحيث يتحمل العراق عبء معالجة تلك التهديدات. لم يتم تقديم أي دليل على أنه لم يكن هناك وقت للولايات المتحدة لطلب المساعدة من المجتمع الدولي، بما في ذلك مجلس الأمن الدولي، في معالجة التهديدات الوشيكة المزعومة. كان سليماني مسؤولا عن إستراتيجية إيران العسكرية وأعمال (ارتكبت) في سوريا والعراق، إلا أنه نظرا لغياب أي تهديد فعلي ووشيك للحياة، فإن التحرك الذي قامت به الولايات المتحدة كان غير قانوني."

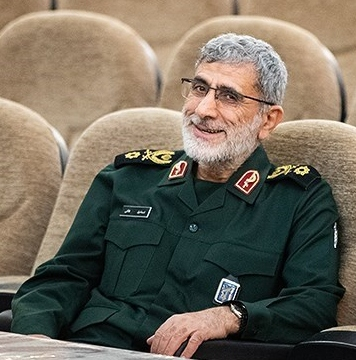
الجنرال إسماعيل قاآني، نائب قاسم سليماني وقائد فيلق القدس بعد مقتله

### ردود الفعل في إيران
- أعلن علي خامنئي الحداد في إيران لثلاثة أيام، وتوعد بالإنتقام وقال «طريقه لن يتوقف ولن يغلق أبدا، أنهم الآن في الجنة مع الحسين»[14][15]، كما وأمر بتعيين إسماعيل قاآني (نائب سليماني) كقائدا لفيلق القدس.

- وردا على الإغتيال، كتب الرئيس الإيراني حسن روحاني في رسالة: "لا شك بإن أمة إيران العظيمة والدول الحرة المجاورة سترد وستنتقم من هذه الجريمة المروعة من الولايات المتحدة المجرمة، وواصل قائلا: "بأن هذه الجريمة هو دليل على العجز الأمريكي في المنطقة، ووصف العملية بأنها أنتهاك صارخ لحقوق الإنسان والقواعد الإنسانية".[16]

- هدد محسن رضائي، القائد السابق للحرس الثوري، بمهاجمة إسرائيل، وكتب "في حال رد ترامب على ردنا، فسوف نصفعه بتدمير تل أبيب وحيفا.
- نشر وزير الخارجية محمد جواد ظريف على تويتر أن الهجوم كان «تصعيداً خطيراً للغاية ويتسم بالحماقة» وأصدر بيانًا يقول فيه إن «وحشية وغباء القوات الإرهابية الأمريكية في اغتيال القائد سليماني ستجعل شجرة المقاومة في المنطقة والعالم أكثر ازدهاراً دون أدنى شك».[17]
- وأدان الكثير من المسؤولين الإيرانيين العملية ومن أبرزهم كان إبراهيم رئيسي، إسماعيل قاآني، أمير حاتمي، وغيرهم.

المعارضة الإيرانية
- دعم رضا بهلوي الثاني العملية ووصفها بأنها «ضرورية وإيجابية جدا».
- دعمت حركة مجاهدي خلق المعارضة للحكومة الإيرانية العملية.

### ردود الفعل الأمريكية
قالت وزارة الدفاع الأميركية (البنتاغون) إن الجيش قتل سليماني بناء على توجيهات الرئيس دونالد ترامب، «كإجراء دفاعي حاسم لحماية الموظفين الأميركيين بالخارج».
وتباينت ردود أفعال السياسيين بين الجمهوريين الذين أعلنوا التأييد والديمقراطيين الذين عارضوا الهجوم. حذر نائب الرئيس السابق جو بايدن من المزيد من التصعيد وقال إن ترامب "ألقى فقط عصا من الديناميت في صندوق صغير". قال السناتور بيرني ساندرز إن "تصعيد ترامب الخطير يجعلنا أقرب إلى حرب كارثية أخرى في الشرق الأوسط، وقد تكلف أرواحا لا حصر لها، وتريليونات من الدولارات". وقدم ساندرز وعضو مجلس النواب الديمقراطي رو خانا، مشروع قانون للكونغرس يحظر تمويل البنتاغون لأي أعمال أحادية الجانب يتخذها ترامب، لشن الحرب ضد إيران دون إذن من الكونغرس".
حثت السفارة الأمريكية لدى بغداد، رعاياها على مغادرة العراق على الفور «عبر شركات الطيران إذا كان ذلك ممكنًا، أو إلى بلدان أخرى عن طريق البر».

#### قرار الكونغرس للحد من صلاحيات ترامب العسكرية
بعد اغتيال ترامب للجنرال سليماني في العراق وعدم استشارة الكونغرس الأمريكي قبل الاغتيال، سعى بعض أعضاء الكونغرس إلى تقييد قدرة ترامب على القيام بعمل عسكري ضد إيران دون موافقة الكونغرس.
وفي 8 يناير 2020، أعلنت رئيسة مجلس النواب الأمريكي بيلوسي أن مجلس النواب الأمريكي سيجري تصويتًا في 9 يناير على مشروع قانون يهدف للحد من أعمال الرئيس دونالد ترامب العسكرية فيما يتعلق بأي تصعيد مستقبلي للصراع مع إيران.
ومهدت لجنة قواعد مجلس النواب الطريق لتصويت كامل في مجلس النواب من خلال الموافقة على المعايير التي نوقشت لمدة ساعتين في 9 يناير.
وبموجب دستور الولايات المتحدة، يتمتع الكونغرس بسلطة إعلان الحرب بينما يتمتع الرئيس، بسلطة استخدام الجيش للدفاع عن الولايات المتحدة. انتقد ترامب هذه الجهود، قائلا أن الصراع العسكري مع إيران يجب ألا يتطلب موافقة الكونغرس، «لأنه في بعض الأحيان يجب أن تكون قادرًا على اتخاذ قرار في غضون ثوانٍ».
في 9 يناير 2020، صوت مجلس النواب الأمريكي بأغلبية 227 صوتا مقابل 186 صوتا للموافقة على القرار الذي سيوجه الرئيس إلى إنهاء استخدام القوات المسلحة الأمريكية في الأعمال العدائية ضد إيران ما لم يأذن الكونغرس على وجه التحديد.
وانتقد نائب السكرتير الصحفي للبيت الأبيض، هوجان جيدلي، القرار معتبرا أنه «يحاول عرقلة سلطة الرئيس لحماية أمريكا ومصالحنا في المنطقة» وانه «ليس ملزماً ويفتقر إلى قوة القانون».
وقال زعيم الأقلية في مجلس النواب كيفن مكارثي، أنه «تصويت لا معنى له».
بينما قال الديمقراطيون إن القرار يبعث برسالة قوية مفادها أن على ترامب العمل مع الكونغرس بشأن الأمن القومي.
في 13 فبراير، صوت مجلس الشيوخ الأمريكي بأغلبية 55 صوتًا مقابل 45 صوتًا، لصالح الحد من قدرة الرئيس دونالد ترامب على مهاجمة إيران عسكريا، وأيّد ثمانية من أعضاء حزبه الجمهوري القرار. هدد ترامب باستخدام حق النقض ضد القرار.
في 14 فبراير، في مذكرة غير سرية إلى الكونغرس، استندت إدارة الرئيس دونالد ترامب إلى تفويض حرب العراق عام 2002 كتبرير قانوني لعملية تنفيذ اغتيال الجنرال سليماني.
وردّ رئيس لجنة الشؤون الخارجية بمجلس النواب إليوت إنغل: «تم تمرير التفويض لعام 2002 للتعامل مع صدام حسين. ولا علاقة لهذا القانون بإيران أو بمسؤولي الحكومة الإيرانية في العراق».

### ردود الفعل الأخرى

#### ردود الفعل الدولية
- العراق: دان رئيس الوزراء العراقي عادل عبد المهدي الهجوم، واصفا إياه بأنه عملية اغتيال سياسية. وقال إن الهجمات الأمريكية كانت عملا عدوانيا وانتهاك صارخ لسيادة وأمن واستقرار العراق، والتي من شأنها أن تؤدي إلى الحرب في البلاد. وأضاف أن الضربة خرق فاضح لشروط تواجد القوات الأمريكية في العراق يستلزم قرارات تشريعية بما يحفظ كرامة العراق وامنه وسيادته. كذلك أمر الزعيم الشيعي مقتدى الصدر بتنظيم مظاهرات عارمة بـ«منطقة الجادرية» بالعاصمة بغداد ضد القصف الأمريكي والذي وصفه الصدر بأنه أرهاب وانتهاك للسيادة العراقية [35] تعهد رئيس مجلس النواب العراقي محمد الحلبوسي بـ «وضع حد لإنهاء الوجود الأمريكي في العراق».[36] ووصف مكتب المرجع الديني الأعلى للشيعة علي السيستاني الحادثة ب «الاعتداء الغاشم» و «خرق سافر للسيادة العراقية وانتهاك للمواثيق الدولية، وقد أدّى إلى استشهاد عدد من ابطال معارك الانتصار على الارهابيين الدواعش»[37][38]، وقد أرسل علي السيستاني نفسهُ برقية تعزية إلى علي خامنئي بسبب هذه الحادثة.[39]
- المملكة المتحدة: دعا وزير الخارجية البريطاني، دومينيك راب، يوم الجمعة "كل الأطراف إلى خفض التصعيد" بعد مقتل الجنرال الإيراني قاسم سليماني في غارة أميركية في بغداد".[40]
- الأرجنتين: قالت الحكومة الأرجنتينية بأنها قلقة من تصاعد الأوضاع في الشرق الأوسط[41]، وأمر الرئيس الأرجنتيني ألبرتو فيرنانديز بحماية المواقع الأمريكية داخل بلاده خوفا من تعرضها لأي هجوم محتمل عليها.[42]
- فرنسا: دعت الحكومة الفرنسية إلى الهدوء وضبط النفس وتجنب الحلول العسكرية التي تتسبب بالكوارث دائما.
- روسيا: دعت روسيا إلى ضبط النفس والهدوء واللجوء للدبلوماسية والحديث، وأعرب الرئيس الروسي فلاديمير بوتين عن قلقه من الأوضاع في العراق، وقال بأن الولايات المتحدة أقدمت على فعل مغامر، وستتحمل مسؤولية هذا الخطأ قريبا، وقالت ممثلة وزارة الخارجية الروسية ماريا زاخاروفا، بأن الغارة عمل غير قانوني وأنتهاك صارخ للقانون والدولي وأنه غير مقبول[43][44][45]، وعرضت روسيا على العراق أن تقيم روسيا نظام دفاع جوي بواسطة طائرات حربية روسية لتحمي العراق من الغارات الأمريكية[46]، ردا على الهجوم، قام فلاديمير بوتين في 7 يناير من عام 2020 بزيارة لسوريا لمقابلة الرئيس السوري بشار الأسد في دمشق.[47]
- الأمم المتحدة: عرب الأمين العام للأمم المتحدة أنطونيو غوتيريش عن قلقه إزاء التصعيد ودعا القادة إلى «ممارسة أقصى درجات ضبط النفس».[48] ذكرت أنييس كالامار، المقررة الخاصة المعنية بحالات الإعدام خارج القضاء، ان استهداف القاسم السليماني وأبو مهدي المهندس عمل غير قانوني وينتهك القانون الدولي لحقوق الإنسان.[49]
- الصين: دعت الصين جميع الأطراف إلى ضبط النفس والهدوء، وادانت العملية وأتهمت الولايات المتحدة بالتعمد في اغتيال قاسم سليماني وأبو مهدي المهندس[50]، وقالت بأنه من حق العراق وشعبه تحديد مصيرهم دون تدخل أحد.[51]
- كندا: دعت الحكومة الكندية إلى التمهل وضبط النفس والهدوء واللجوء للدبلوماسية.
- السعودية: دعت الحكومة السعودية إلى ضبط النفس وعدم التصعيد وأن العنف غير مبرر.[52]
- سوريا: ندد الرئيس السوري بشار الأسد بالعملية وقال «بأنها عملية إرهابية وإجرامية».
- إندونيسيا: أصدرت وزارة الخارجية الإندونيسية بيانا يطلب فيه من جميع الأطراف أتخاذ القرارات الصائبة وعدم التهور والتعجل والإسراع ووصف الخطوة الأمريكية «بالمتهورة» وطلبت الوزارة من مواطنيها في العراق أخذ اليقظة.[53]
- إسرائيل: دافع رئيس الوزراء الإسرائيلي بنجامين نتنياهو عن العملية وأعلن أستعداد بلاده للدفاع عن الولايات المتحدة وقال «بأنه لا يوجد صديق للولايات المتحدة أفضل من إسرائيل، ولا صديق لإسرائيل أفضل من الولايات المتحدة».
- اليابان: أعلنت اليابان أن رئيس وزرائها شينزو آبي سيزور السعودية وعمان والإمارات في الفترة ما بين 12 و 15 يناير، وأعربت اليابان عن قلقها بشأن مقتل قاسم سليماني وأبو مهدي المهندس ودعت الأطراف «إلى المساهمة في السلام والاستقرار في المنطقة من خلال الجهود الدبلوماسية لتخفيف التوترات»[54]، وتم إلغاء جميع الرحلات الجوية اليابانية المتجهة إلى إيران والعراق بسبب الأوضاع في منطقة الشرق الأوسط.[55]

### المنظمات غير الدولية والجهات الأخرى
- حزب الله: وعد الأمين العام لحزب الله اللبناني حسن نصر الله، بمعاقبة «القتلة المجرمين» المسؤولين عن مقتل الجنرال قاسم سليماني الذي قتل في غارة جوية أميركية على بغداد فجر اليوم، بحسب ما أوردته وكالة فرانس برس، ودعا أن يكون الرد «قويا وساحقا» حتى يدمر العدو.[40]
- الحوثيون: دعت حركة أنصار الله المعروفة باسم الحوثيين لرد «سريع ومباشر» ضد القواعد الأميركية بعد مقتل سليماني.[40]
- حماس: أدانت حركة حماس بشدة عملية إغتيال قاسم سليماني وأبو مهدي المهندس ووصفتها بأنها إرهابية وإجرامية. وقامت باستعراض عسكري كبير للأسلحة الجديدة لكتائب القسام في قطاع غزة وقامت بسحق علمي أمريكا وإسرائيل فيه، وفي نهاية الاستعراض اُحرقت الأعلام.[56][57]

## الجنازة والدفن

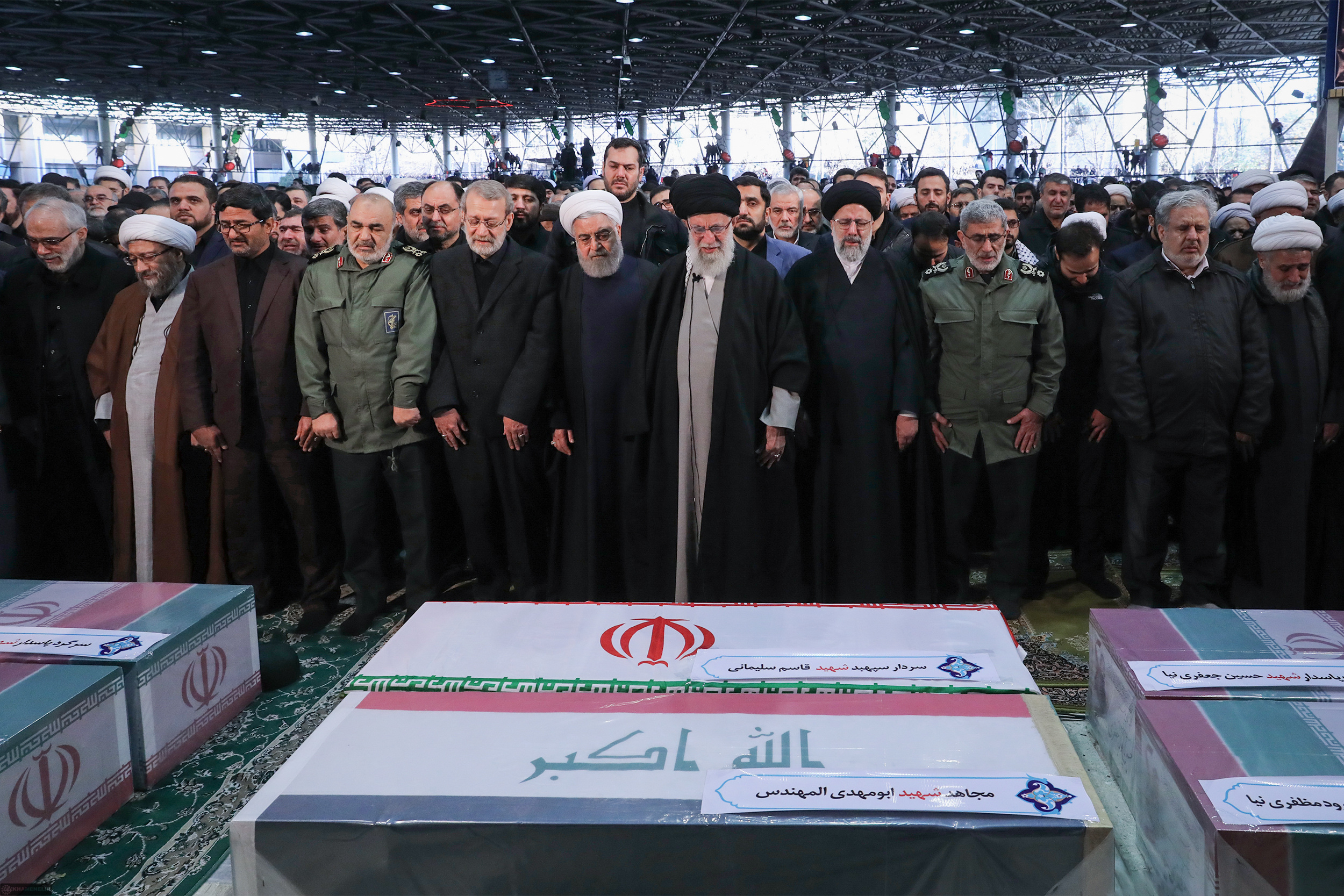
صلاة الجنازة في طهران على أرواح القتلى

أُقيمت جنازة ضخمة لقاسم سليماني وأبو مهدي المهندس وللقياديين الذين قتلوا معهم حيثُ شملت بعض مدن العراق وعددًا من مدن إيران بما في ذلك بغداد و‌كربلاء و‌النجف و‌الأحواز و‌مشهد والعاصمة طهران وكذا في قم وأخيرًا في مسقطِ رأسه كرمان. وُصفت الجنازة في الداخل الإيراني بأنها الأكبر منذُ جنازة آية الله روح الله الخميني مُؤسّس الجمهورية الإسلاميّة الإيرانية عام 1989.

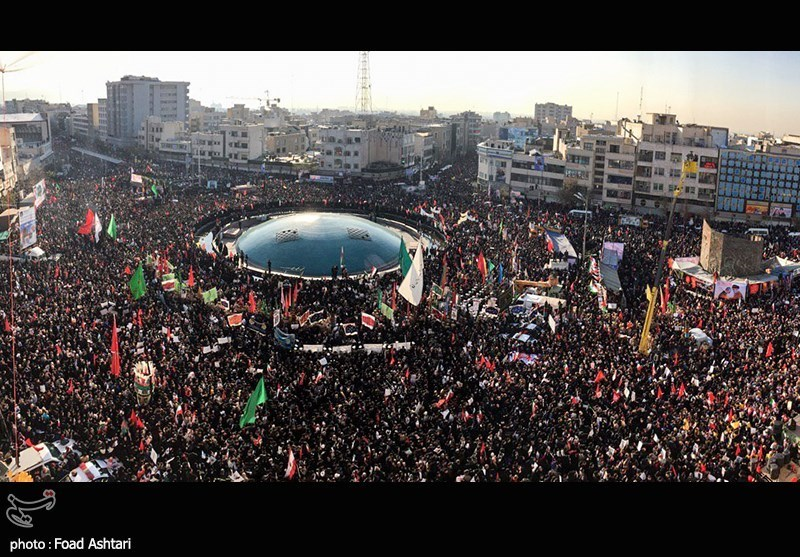
التشيع الضخم في ساحة انقلاب في طهران

### الجنازة في العراق
في الرابع من يناير، نُظِّم موكبُ جنازةٍ لسليماني في العاصِمة بغداد بحضور الآلاف من المشيعين الذي لوحوا بأعلام العراق وأعلام الميليشيات الشيعية في البلد، كما رددوا هتافات مُعادية للغرب وعلى رأسها هتاف «الموت لأمريكا؛ والموت لإسرائيل». بدأَ الموكبُ في مسجد الكاظمية في بغداد وحضرهُ رئيس الوزراء العراقي المُستقيل عادل عبد المهدي وقادة الميليشيات المدعومة من طهران، قبل أن يُنقل رفات سليماني والمهندس لمدينة كربلاء ومن ثم النجف.

### الجنازة في إيران

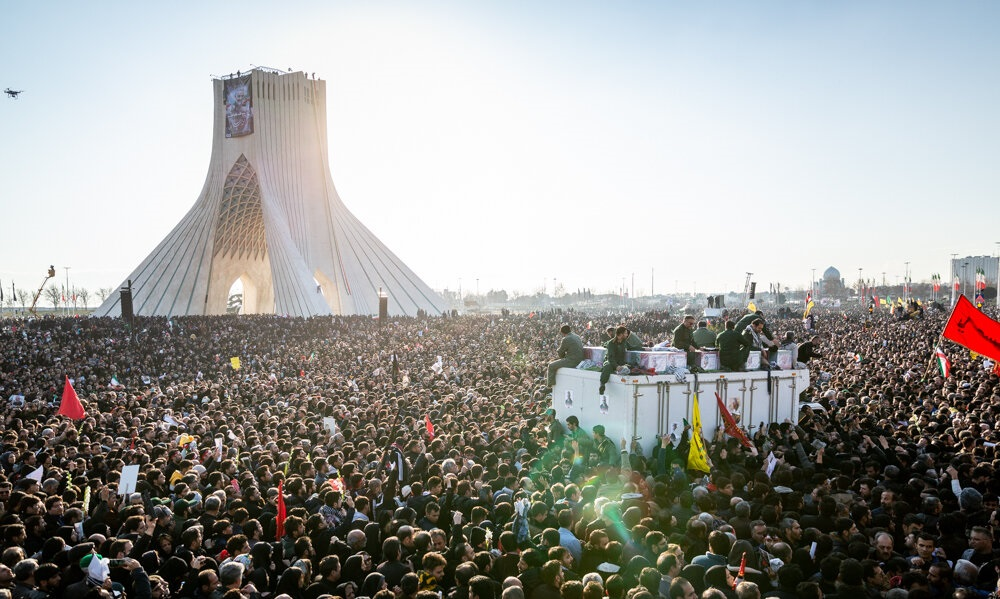
التشيع في ساحة آزادي في طهران

قدر عدد مشيعين الجنازة في مشهد والأهواز بالملايين وواصلت المسير حتى وصلت طهران، ووصفت سي إن إن أعداد المُشيّعين الذين شاركوا في جنازة سليماني في طهران بالقولِ «إنهم بحرٌ من الناس»، فيما قدر التلفزيون الحكومي الإيراني من جديدٍ عدد المشيعين «بالملايين». رفعَ المشيعون صور سليماني في أيديهم؛ ورددوا هتافات «تسقط تسقط أمريكا» و«الموت لأمريكا؛ الموتُ لإسرائيل». أظهرت صور الأقمارِ الصناعية أن الناس قد تجمعوا في ميدان آزادي وسط العاصمة الإيرانيّة على امتدادِ 6 كيلومتر (3.7 ميل)، فيما قالَ صحفيو وكالة أسوشيتيد برس «إن عدد المشيعين لا يقلُّ عن مليون شخص في طهران.» صلى آية الله علي خامنئي في وقتٍ لاحقٍ من اليوم على جثة سليماني خلال مراسم الجنازة إلى جانب الرئيس الإيراني حسن روحاني ومسؤولين آخرين على رأسهم القيادي إسماعيل قاآني، خليفة سليماني في قيادة فيلق القدس، والذي بكى على تابوته.
كرمان

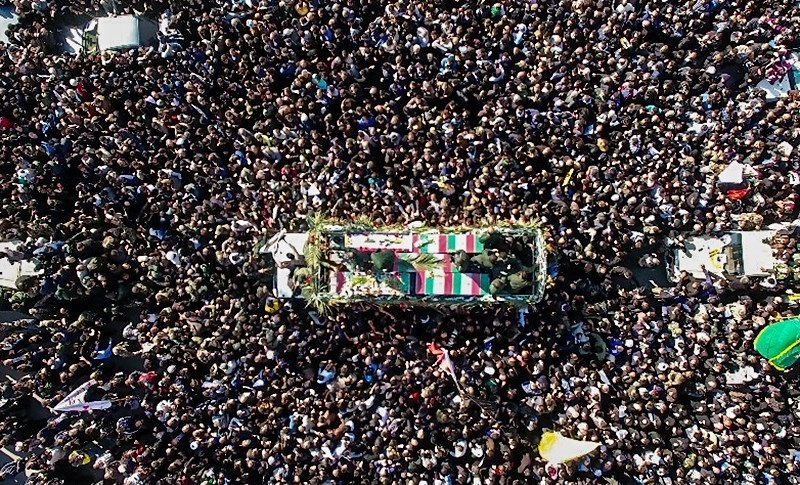
التشيع الضخم في الأهواز

وفقًا لما ذكرته لفرانس 24 فإنَّ العدد الهائل من المشيعين الذي حضروا تشييع قاسم سليماني كان يساوي عدد الذين حضروا موكب جنازته في كلٍ من طهران، قم، مشهد والأهواز مجتمعين. وعلى صعيدٍ آخرٍ، ذكر مراسلو بي بي سي في مكان الحادث أنَّ المشيعين يرددون على نطاقٍ واسعٍ هتاف «الموت لأمريكا» و«الموت لترامب». وفي 7 يناير، وقعَ تدافعٌ خلال موكب دفن سليماني ما أسفرَ عن مقتل 56 من المشيعين على الأقل وإصابة أكثر من 200 آخرين. والجدير بالذكرِ هنا أنه وخلال الموكب الجنائزي لآية الله الخميني عام 1989، تُوفيّ ثمانية أشخاص فقط بسبب التدافع وسطَ الحشد الكبيرِ من الناس.
كان سليماني قد طلبَ في شهادته المكتوبة بخط اليد أن يُدفن بجانب رفيقه في زمن الحرب محمد حسين يوسف الله، كما طلب قبرًا بسيطًا يُشبه رفاقه «الشهداء» مع نقشِ اسمه عليه الجندي قاسم سليماني (بالفارسية: سرباز قاسم سلیمانی) مع تجنّبِ أي لقب تشريف.

## أهم العواقب

### الهجوم الإيراني على القوات الأمريكية في العراق 2020 «الإنتقام الصعب»
في 8 يناير 2020، أطلق الحرس الثوري الإيراني، في عملية عسكرية سميت باسم «عملية الشهيد سليماني»، العديد من الصواريخ الباليستية على قاعدة عين الأسد الجوية في محافظة الأنبار، غرب العراق، فضلاً عن قاعدة جوية أخرى في أربيل، كردستان العراق. وبينما قالت الولايات المتحدة في البداية إنه لم يصب أو يُقتل أي من أفراد القوات الأمريكية في الهجوم، لكن اعترفت وزارة الدفاع الأمريكية باصابة 109 جنديا أميركيا بارتجاج في الدماغ جراء الضربات الإيرانية، بعد حوالي نصف الساعة من الهجوم؛ نشرت وسائل إعلام إيرانيّة صور وفيديوهات أولية للقصف الصاروخي الذي تبنّاه حرس الثورة. أعلنَ البيت الأبيض في نفس الوقت تقريبًا عن «علمهِ بالتقارير التي تتحدث عن هجومٍ على منشآت عراقية والرئيس ترامب على علمٍ ويُتابع عن كثب»؛ قبل أن يُعلِن أن «الرئيس يعقدُ مشاروات مع مجلس الأمن القومي لبحث التطورات بعد القصف الصاروخي على القاعدة التي تستضيفُ جنودًا من أمريكا.»، نشرَ الحرس الثوري بيانًا ثانيًا قال فيهِ «إنه تمّ إطلاق عشرات صواريخ أرض-أرض على قاعدة عين الأسد» مُحذرًا «حلفاء واشنطن الذين يستقبلون قواعد أمريكية باستهدافِ تلك القواعد إذا انطلق منها هجوم ضدّ طهران»، ثم تلاهُ بيانٌ من البنتاغون الذي أكّد فيهِ على «أن إيران أطلقت أكثر من 10 صواريخ باليستية على الجيش الأمريكي وقوات التحالف في العراق ونعمل على التقييم الأولي للخسائر.»، في تمام الساعة 00:20 حسب توقيت جرينتش (03:50 في إيران)؛ بدأت وسائلُ إعلام إيرانيّة وعلى رأسها وكالة تسنيم الدولية للأنباء في الحديثِ عن موجة ثانية من الهجوم الصاروخي للحرس الثوري على القاعدة الجويّة الأمريكية بالعراق،  ثم أصدر هذا الأخير بيانًا ثالثًا دعا فيهِ الولايات المتحدة لإخراج قواتها العسكرية من العراق تجنبًا لسقوطِ عددٍ أكبرٍ من القوات الأمريكية ومُحذرًا من أن أيّ «عدوان أمريكي» على طهران سيواجهُ «بِرد ساحق»، بعد ساعتين من الهجوم الأول على قاعدة عين الأسد؛ بدأت المصادر العسكريّة في الحديثِ عن تفاصيل ما جرى حيثُ قالت مصادر محليّة في العراق إنّ صاروخًا قد سقطَ قُرب مطار أربيل دون أن ينفجر وآخر في الأراضي الزراعية المجاورة دون وقوعِ أيّ ضحايا؛ فيما تحدثت وكالة الأنباء السورية عن تحليقٍ مكثفٍ للطائرات الأمريكية في سماء دير الزور عند الحدود مع العراق شمال شرقي سوريا؛ وتحدثت مصادر عسكرية عراقية عن تحليقٍ مكثفٍ أيضًا لمروحيات عسكرية فوق المنطقة الخضراء في بغداد.

### تحطم الطائرة الأوكرانية في طهران 2020
كانت رحلة ركاب دولية مجدولة من طهران إلى كييف تديرها الخطوط الجوية الدولية الأوكرانية. في 8 يناير 2020، أسقط الحرس الثوري الإيراني طائرة تلك الرحلة، وهي من طراز بوينغ 737-800، بعد وقت قصير من إقلاعها من مطار الإمام الخميني الدولي في طهران وعزا الحادث إلى خطأ بشري. وصف الرئيس الإيراني حسن روحاني الحادث في وقت لاحق بأنه «خطأ لا يُغتفر». قُتل جميع ركاب الطائرة البالغ عددهم 176 راكباً، مما يجعلها أكثر الكوارث الجوية دموية في إيران منذ حادث تحطم طائرة إيران إليوشن إي أل-76 عام 2003، والتي راح ضحيتها 275 شخص. ويُعد هذا الحادث أول حادث طيران قاتل منذ بدء تشغيل الخطوط الجوية الدولية الأوكرانية في عام 1992. هذه أسوأ حادثة إسقاط طائرة في إيران منذ الرحلة الجوية 655 في عام 1988. والأسوأ منذ إسقاط طائرة الخطوط الجوية الماليزية الرحلة 17 في عام 2014، في البداية نفت سلطات الطيران الإيرانية إصابة الطائرة قائلة إن هناك خطأ تقني في الطائرة. قالت السلطات الأوكرانية بعد مسايرتها في البداية إلى التفسير الإيراني، إن إسقاط الطائرة بصاروخ كان أحد النظريات الرئيسية التي تعمل عليها. صرح المسؤولون الأمريكيون والكنديون والبريطانيون بأنهم يعتقدون أن الطائرة قد أسقطها صاروخ أرض جو من طراز تور M1 أطلقته إيران. بعد ثلاثة أيام، في 11 يناير، ذكر فيلق الحرس الثوري بأنهم أسقطوا الطائرة بعد أن اعتقدوا خطأً بأنها صاروخ كروز أمريكي، وقع الحادث خلال فترة من التوتر المتزايد بين الولايات المتحدة وإيران، حيث وقع بعد خمسة أيام من غارة جوية بطائرة بدون طيار أسفرت عن مقتل اللواء قاسم سليماني وبعد ساعات من الهجمات الصاروخية الانتقامية التي شنتها إيران على القوات الأمريكية في العراق. وسبقه أمر من إدارة الطيران الفيدرالية الأمريكية بتجنب جميع الطائرات المدنية الأمريكية المجال الجوي الإيراني وتلاه أوامر مماثلة من قبل العديد من الدول وشركات الطيران الأخرى.

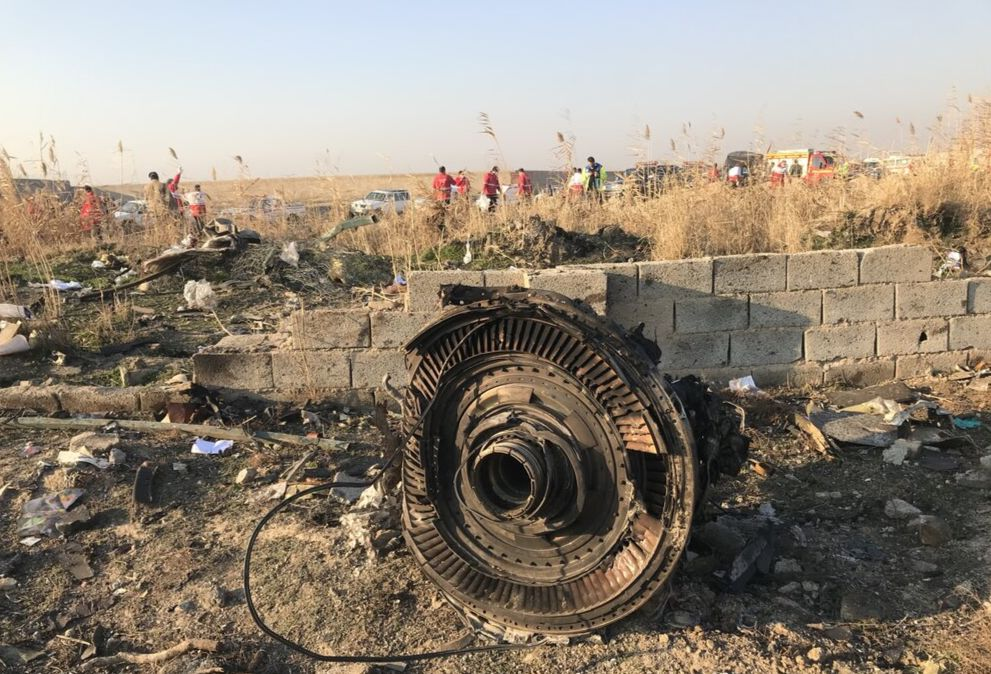
حطام الرحلة 752 مع وجود قرص التوربينات المحرك في المقدمة

### المواجهات بين القوات في العراق وسوريا مع الولايات المتحدة 2020-حتى الآن
منذ مقتل قاسم سليماني ومن معه، حدثت أكثر من هجمة نفذتها عدد من القوات والفرق الشيعية في العراق وسوريا بمساعدة بعض القوات الأخرى مثل الحشد الشعبي على القوات الأمريكية في البلدين وأحيانا العكس، تلك الهجمات والردود كثيرة جدا لكن أبرزها، هجوم قاعدة التاجي في عام 2020، هجوم مطار أربيل عام 2021، الهجوم على القوات الأمريكية في العراق وسوريا عام 2021، وغيرها الكثير.

## العواقب الأخرى

### العواقب الاقتصادية
- في أول يوم بعد مقتل سليماني، أنخفض مؤشر بورصة طهران بأكثر من 16 ألف وحدة، في الوقت نفسه، ارتفع سعر صرف الدولار الأمريكي في السوق الإيرانية بمقدار 300 تومان، عقب هبوط مؤشر البورصة، اجتمع المجلس الأعلى للبورصة الإيرانية يوم السبت المصادف وقتها 5 يناير.[103]
- أرتفعت أسعار الذهب في السوق العالمية.[104]
- تراجعت أسواق الأسهم الأمريكية والأوروبية والآسيوية في 14 يناير، وأنخفض مؤشر داو جونز الصناعي الذي يظهر متوسط سعر سهم أكبر 30 شركة صناعية أمريكية، بمقدار 273 نقطة، والبورصة الألمانية (دوكس) 185 نقطة والبورصة اليابانية (نيكي) 181 نقطة.[105][106]
- بعد مقتل سليماني، ارتفع سعر برميل النفط بنسبة 4٪ إلى 79 دولارًا.[107]
- ضعف الدولار الأمريكي أمام العملات الأخرى وخاصة الين الياباني.[108]
- بدأت الشركات الأجنبية العاملة في حقل النفط العراقي بسحب موظفيها وأفرادها من العراق بعد الحادث.[109]

### العواقب العسكرية
- أمر مقتدى الصدر، زعيم التيار الصدري في العراق، بإستئناف أنشطة «جيش المهدي» بعد اغتيال قاسم سليماني على يد الولايات المتحدة في رسالة على حسابه على تويتر[110]، ومع ذلك وبعد أيام قليلة، وفي رد مختلف، دعا القوات العراقية إلى عدم اتخاذ إجراءات ضد الولايات المتحدة.[111]
- عقدت قوات الحشد الشعبي العراقي، الجمعة اجتماعا لبحث الرد على الهجوم، ودعا قواته وأنصاره إلى الاستعداد للرد على الولايات المتحدة.[112]
- ذكرت هيئة البث الإسرائيلي أن وزير الحرب استدعى قادة الجيش وقادة الأمن إلى تل أبيب يوم الجمعة، كما ذكرت وسائل الإعلام العبرية أن وزارة الخارجية الإسرائيلية أعلنت اسدعائها لجميع السفارات والبعثات الدبلوماسية الإسرائيلية في جميع أنحاء العالم.[113]
- بحسب قناة الجزيرة، نقلت وسائل إعلام إسرائيلية عن مسؤول أمريكي كبير لم تذكر اسمه قوله إن الجيش الأمريكي في حالة تأهب قصوى[114]، وذكرت مجلة نيوزويك أيضًا أن أنظمة الدفاع الصاروخي في البحرين كانت في وضع الاستعداد.[115]
- في يوم الأحد 5 يناير، وخلال جلسة طارئة في مجلس النواب العراقي، وقع 170 نائبا عراقيا مشروع قانوني يقضي بإلزام الحكومة باخراج القوات الأمريكية من العراق، ولكي يتم تبني مشروع قرار في مجلس النواب العراقي فإنه يحتاج إلى الحصول على موافقة 150 صوتا[116]، وجاء في مشروع القرار: «تلتزم الحكومة بإلغاء طلبها للحصول على مساعدة من التحالف الدولي الذي يقاتل الدولة الإسلامية بسبب انتهاء العمليات العسكرية في العراق وتحقيق النصر» و«يتعين التزام الحكومة العراقية بإنهاء تواجد أي قوات اجنبية في الأراضي العراقية ومنعها من استخدام الأراضي والمياه والأجواء العراقية لأي سبب»[117]، فتمت الموافقة على القرار في البرلمان العراقي.[118] ولكن رداً على التصويت، هدد ترامب العراق بفرض عقوبات إذا تحرك لطرد القوات الأمريكية، مضيفا أنه إذا غادرت قواته فسيتعين على بغداد أن تدفع لواشنطن تكلفة قاعدة جوية هناك.[119]
- في يوم الاثنين الموافق 7 يناير، بدأت وزارة الدفاع الأمريكية بالفعل التخطيط لإرسال ستة قاذفات من طراز بي-52 إلى جزيرة دييغو غارسيا في المحيط الهندي التي تخظع للحكم البريطاني والتي تبعد حوالي 2000 كيلومتر عن جنوب خليج عمان، والتي ستعمل ضد إيران، وتم إرسال ستة قاذفات من طراز بي-52 إلى قطر بناءً على أوامر من ترامب في نفس الوقت الذي بدأت فيه التوترات بين إيران والولايات المتحدة من جديد في أواخر 2020.[120]
- في مارس من عام 2021، أكد المسؤولين الإيرانيين في الحرس الثوري أنهم غير راضين عن الهجوم الإنتقامي ووصفوه «بالضعيف»، وهددوا بقتل شخصية سياسية أمريكية كبيرة وضرب قواعد داخل الولايات المتحدة نفسها في حال جاء هجوم من الولايات المتحدة.[121][122][123][124][125]

### العواقب السياسية
- أعلنت الحكومة الإيرانية في يوم الأحد المصادف 6 يناير 2020، في بيان لها تقليص التزامات إيران تجاه مجلس الأمن الدولي، وذكر في البيان «لم تعد جمهورية إيران الإسلامية تواجه أي قيود تشغيلية في برنامجها النووي (بما في ذلك قدرة التخصيب، ونسبة التخصيب، والمواد المخصبة، والبحث والتطوير)».[126][127]
- موافقة البرلمان العراقي على الانسحاب الفوري للقوات الأمريكية من العراق.[128]
- رفع العراق دعوى قضائية ضد الولايات المتحدة مباشرة بعد الضربة الأمريكية بطائرة بدون طيار على مركب قاسم سليماني وأبو مهدي المهندس، ولكن بعد أن هاجمت إيران القواعد الأمريكية في العراق، قام العراق أيضًا برفع دعوى قضائية ضد إيران لانتهاكها سيادة العراق وتجاهل حسن الجوار.[129]
- في 6 يناير من عام 2020، أعلن البرلمان الإيراني أن جميع أعضاء البنتاغون الأمريكي هم «إرهابيين» وزادت ميزانية فيلق القدس بإضافة 200 مليون يورو، وبحسب الصحف، فإن كمية المال المذكورة سحبها علي خامنئي من صندوق التنمية الوطنية الإيراني.[130]
- وافق مجلس الشيوخ الأمريكي على إرسال مبلغ 3.3 مليار دولار أمريكي كمساعدة أمنية لإسرائيل.[131]
- تم أعتقال أربعة أشخاص في أصفهان بتهمة «إهانة» قاسم سليماني.[132]

### العواقب الفنية
- إلغاء قسم شعر الشباب بمهرجان الفجر الشعري الدولي، بعد ردود فعل كبيرة عبر عدد من حسابات على تويتر، فضلا عن إهانات من قبل سارة متقي، شاعرة شابة من مدينة رشت[133]، نددت وسائل الإعلام الرسمية بسارة متقي ووصفتها بـ «المهينة» واتهمتها بـ «إعلان الكراهية» للجمهورية الإسلامية و «الاستهزاء» بابنة قاسم سليماني، كما انتقدت وسائل إعلام مثل وكالة أنباء فارس وموقع راجانيوز الشاعرة والقسم الخاص بالشباب بمهرجان الفجر الشعري الدولي.[134]